# 与喜山暖帯林

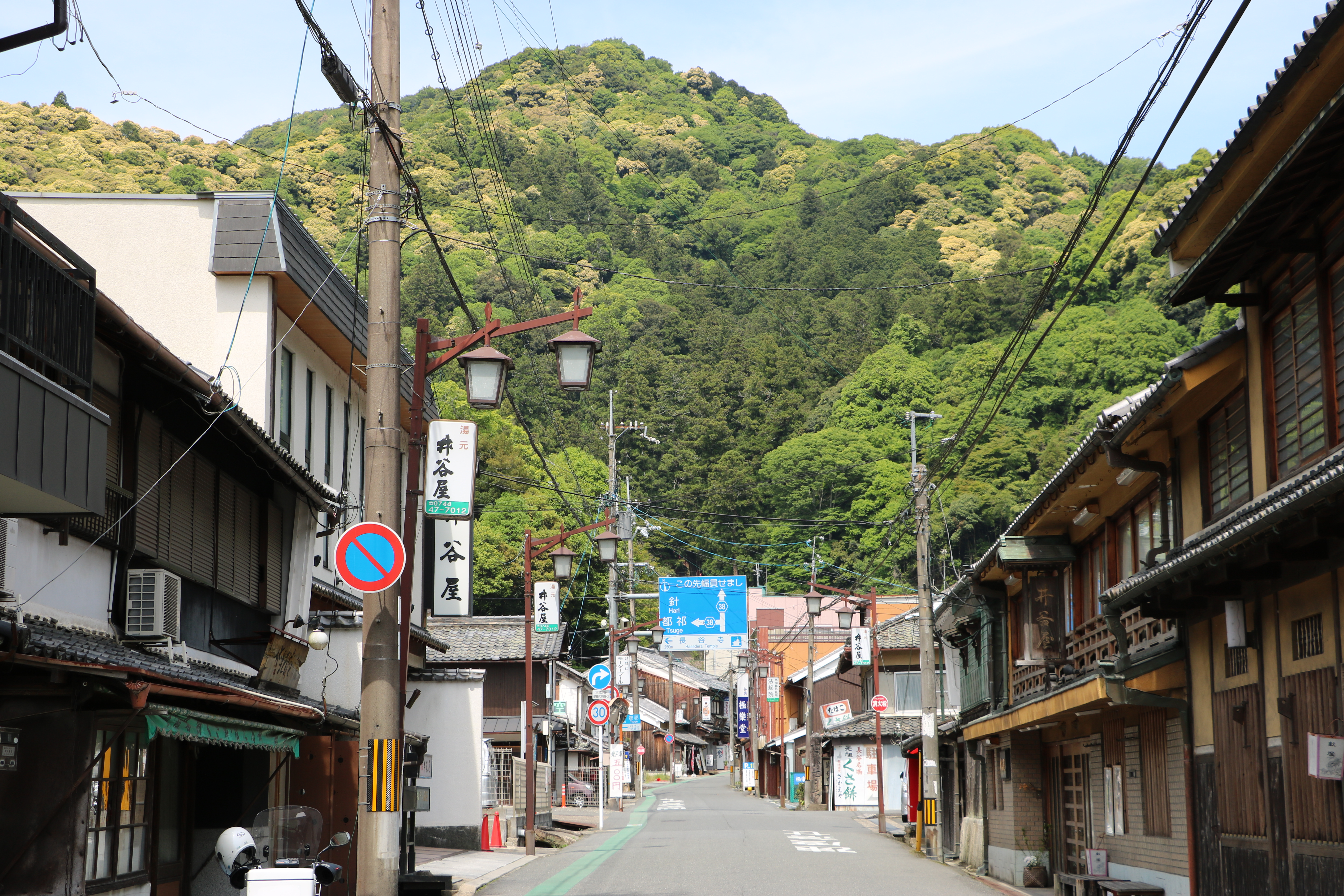
長谷寺門前町の初瀬地区から見た与喜山暖帯林。2023年5月10日撮影。

与喜山暖帯林（よきさんだんたいりん）は、奈良県桜井市初瀬にある国の天然記念物に指定された暖温帯常緑広葉樹林を主体とする原始林である。
初瀬（はせ）地区の天神山（別名与喜山、標高455.5メートル）西斜面の山腹に広がる深い森林で、指定地全域が初瀬川を挟んだ西側に所在する真言宗豊山派総本山長谷寺の寺領であり、古くより伐採が禁じられ手厚く保護されてきたため、原生の植物相がよく残されている。同じ奈良県内にある特別天然記念物の春日山原始林（奈良市）とよく似た林相をもつ学術上貴重な森林であるとして、1957年（昭和32年）12月18日に国の天然記念物に指定された。
与喜山暖帯林の林相は、人間の手が加わらない自然擾乱による天然更新によって極相に至るまでの遷移経過の段階を含む、厳密な意味での老齢段階の天然林であるため、巨樹、老木、幼樹、立ち枯れや倒木更新といった森林としての多様性と持続性を兼ねた自然美を備えており、国の天然記念物としてだけでなく、大和青垣国定公園の第1種特別地域にも指定されている。

## 解説

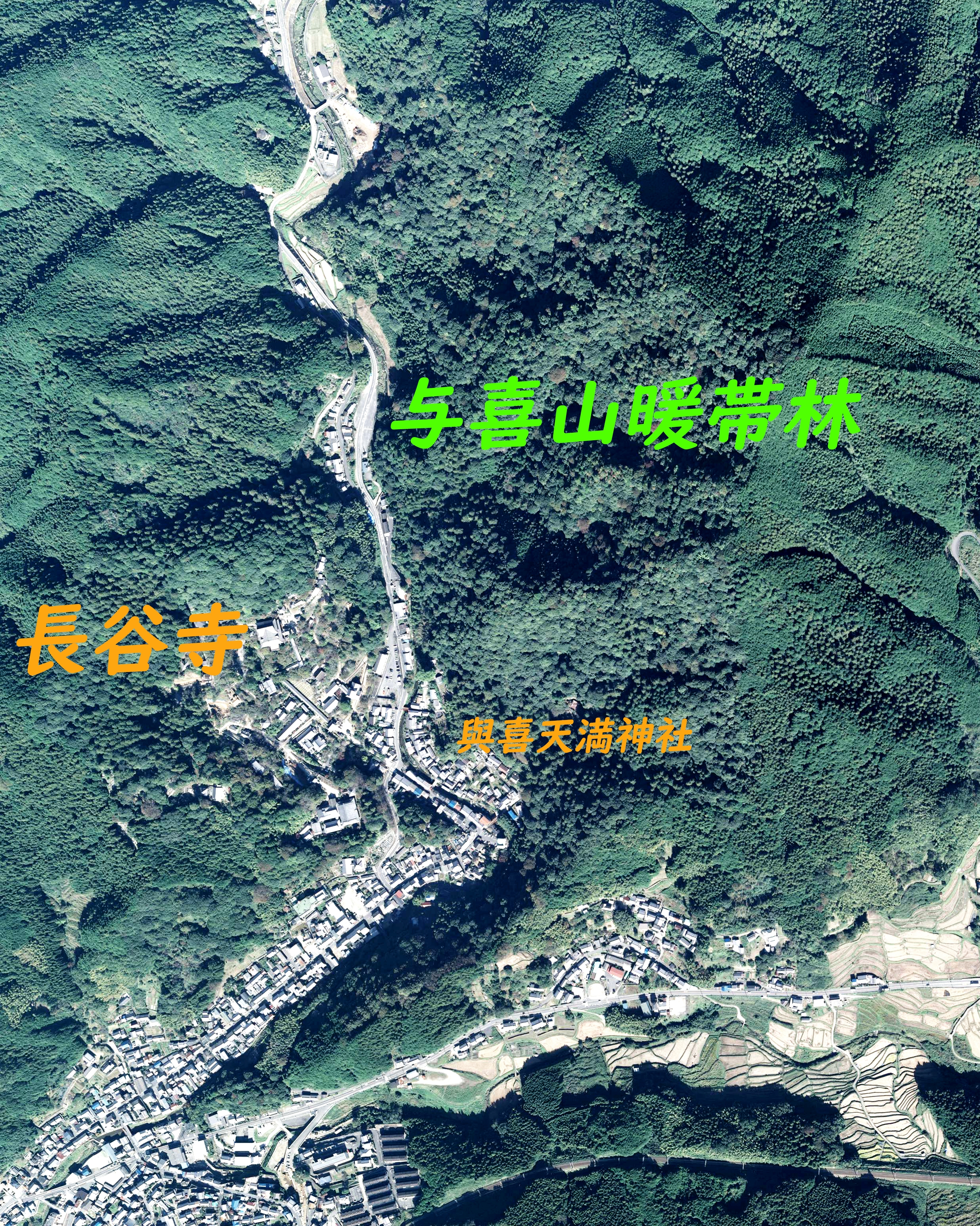
与喜山暖帯林周辺の空中写真。。
2011年10月27日撮影の3枚を合成作成。

与喜山暖帯林は平安時代より続く「初瀬詣」で知られる 桜井市初瀬にある長谷寺から、初瀬谷と呼ばれる初瀬川の谷間を挟んだ東側に位置している。この付近一帯は「隠口（こもくち）」「泊瀬山（はつせのやま）」などと万葉集にも記されていた場所で、古くから樹木類の伐採が一切禁じられていた地域である。初瀬川は大和川の上流部にあたり、国の天然記念物に指定された与喜山暖帯林は、東を天神山の山頂部、西を初瀬川、北を初瀬川に造られた多目的ダム初瀬ダム（まほろば湖）、南を吉隠川に囲まれた範囲で、明治から昭和戦前期にかけ皇室財産の御料林として帝室林野局の管理下に置かれていたが、終戦後の1951年（昭和26年）に長谷寺へ還付され今日に至っている。
原始性の高い当地の林叢の価値に着目し、学術的観点から詳細な調査を最初に行ったのは、万葉植物や奈良県内の植物に関する生態学的研究で知られる植物学者の小清水卓二である。小清水は奈良女子高等師範学校教授を経て奈良女子大学教授を長期間務めた人物で、戦前戦中戦後の長期間にわたり奈良県内各所で植物調査を行っている。このうち与喜山の植物相については1933年（昭和8年）以降、20年以上をかけて当山周辺一帯で採集と観察を行い、シダ植物109種、裸子植物13種、被子植物829種、合計951種におよぶ植物を確認し記録した。これらを生態的に大別すると、暖地性植物33パーセント、温帯性植物44パーセント、寒地性植物1パーセント、普遍性植物21パーセント、帰化植物1パーセントと、暖地性および温帯性で77パーセントを占めており、これは周辺の森林と比較すると明らかに暖温帯常緑広葉樹が発達している。
このうち標高の低いエリアではイチイガシを主体とする樹高30メートルに達する森林が形成され、これにシラカシ、アラカシ、ナナメノキが混生し、低木類にはアオキ、サカキ、ヤブツバキ、草本層はジュズネノキ（アリドオシ）が優占している。標高の高いエリアを構成する樹種はツブラジイが多く、樹高20メートル前後の森林が形成され、次いでウラジロガシ、タカノツメが多く、低木層以下はカナメモチ、ヤブランなどが混生している。このうちツブラジイはシカの入り込んでいる春日山原始林と種組成が若干異なる。
小清水のまとめた調査内容は1955年（昭和30年）3月15日に行われた文化財保護審議会（現、文化審議会）で正式に国の天然記念物に指定されることが決まり、1957年（昭和32年）12月18日の告示により、名称「與喜山暖帯林」として国の天然記念物に指定された。指定当時の所在地は奈良県磯城郡初瀬町で、指定地番は同町与喜山4,887番地および4,888番地（旧93番地）の43町6反6畝11歩のうち、天然記念物としての指定面積は36町3反5畝13歩である。なお、当地の初瀬川に架かる連歌橋の東詰に長谷寺が設置した解説版によれば、指定面積は35町6反4畝5歩、1971年（昭和46年）の文化庁文化財保護部『天然記念物事典』と1995年（平成7年）の講談社による『日本の天然記念物』では360ヘクタールで、所有者はいずれの文献でも長谷寺である。
与喜山暖帯林は長谷寺の寺領ではあるが、指定地の暖帯林は與喜天満神社の背後にあり、天然記念物指定区域への登山口は同天満宮の大鳥居手前を東側へ入った場所にある。与喜山暖帯林の地質は大まかに表層風化の著しい花崗岩であるが、土壌の表層部は温帯湿潤気候の広葉樹林の主にカシ類やナラ類等の落葉が、長い年月をかけて積った腐植を含む肥沃な乾性森林土壌である。登山道の勾配は15度から20度であり、暖帯林下部から初瀬谷にかけての急傾斜地では過去に「初瀬流れ」と現地で呼ばれる土砂の流出や崩壊が複数回発生しており、与喜山暖帯林のうち31ヘクタールは奈良県により急傾斜地崩壊危険区域に指定され、土砂流出崩壊防止機能を兼ねた保安林としての役割も担っている。

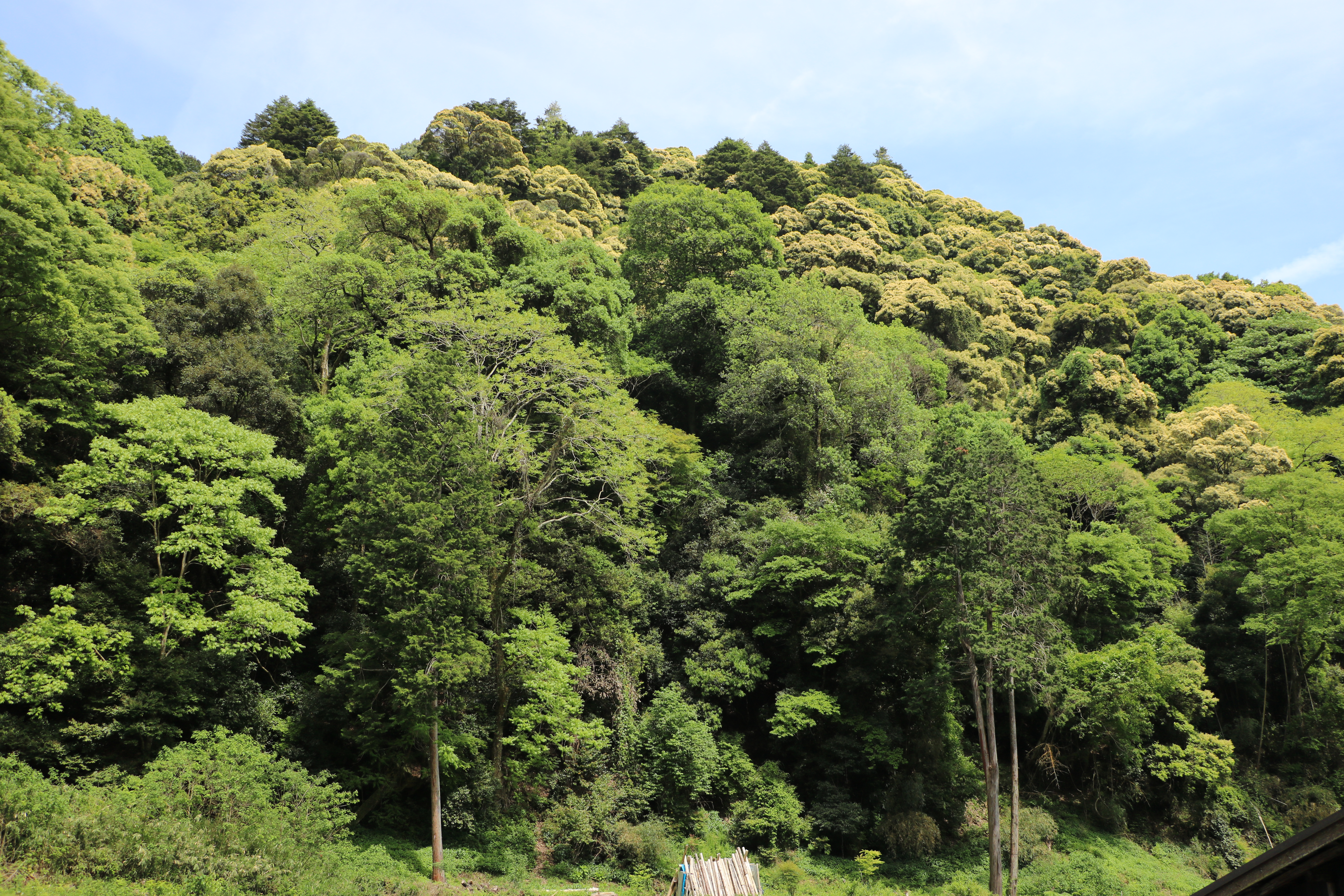
与喜山暖帯林。
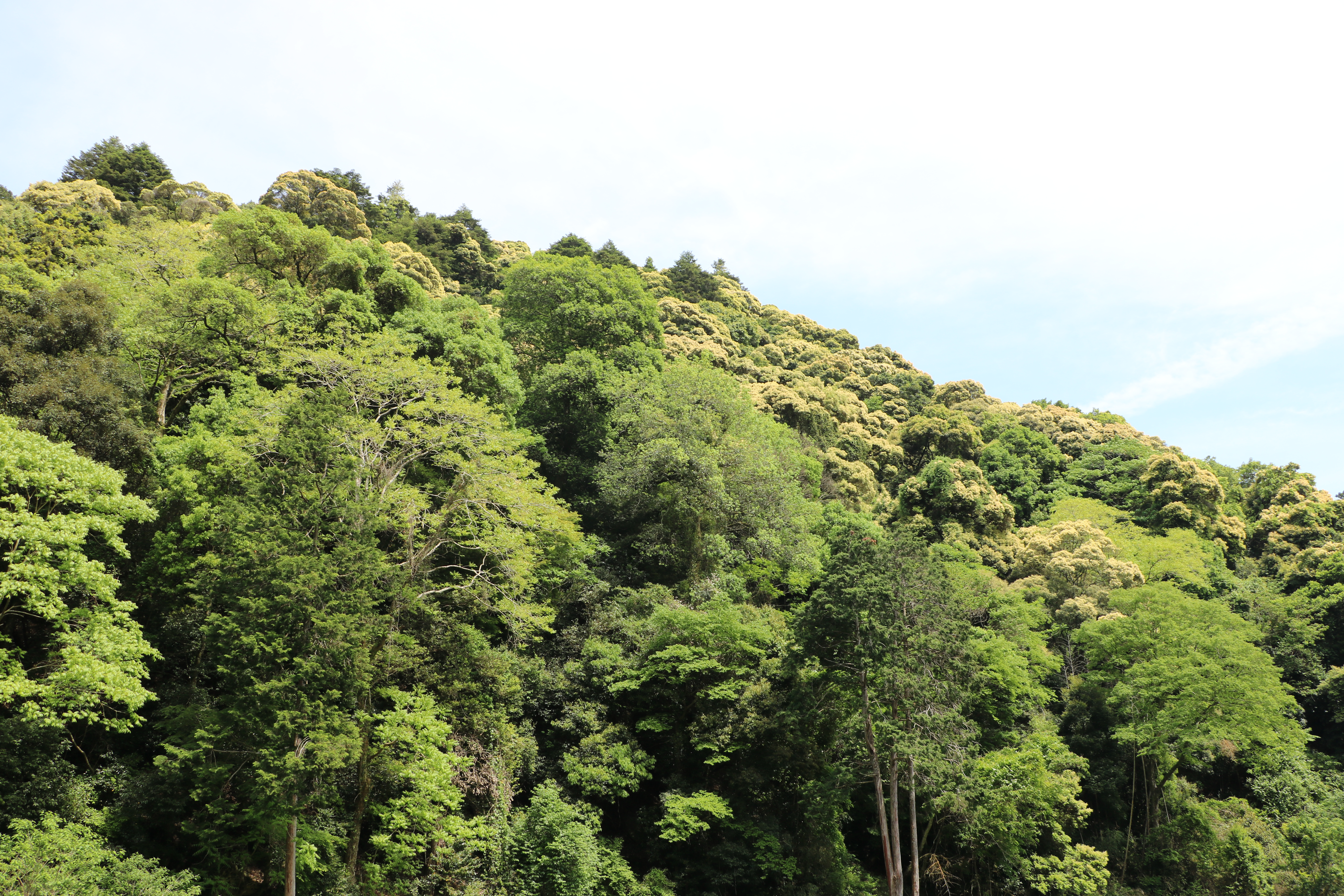
与喜山暖帯林落。
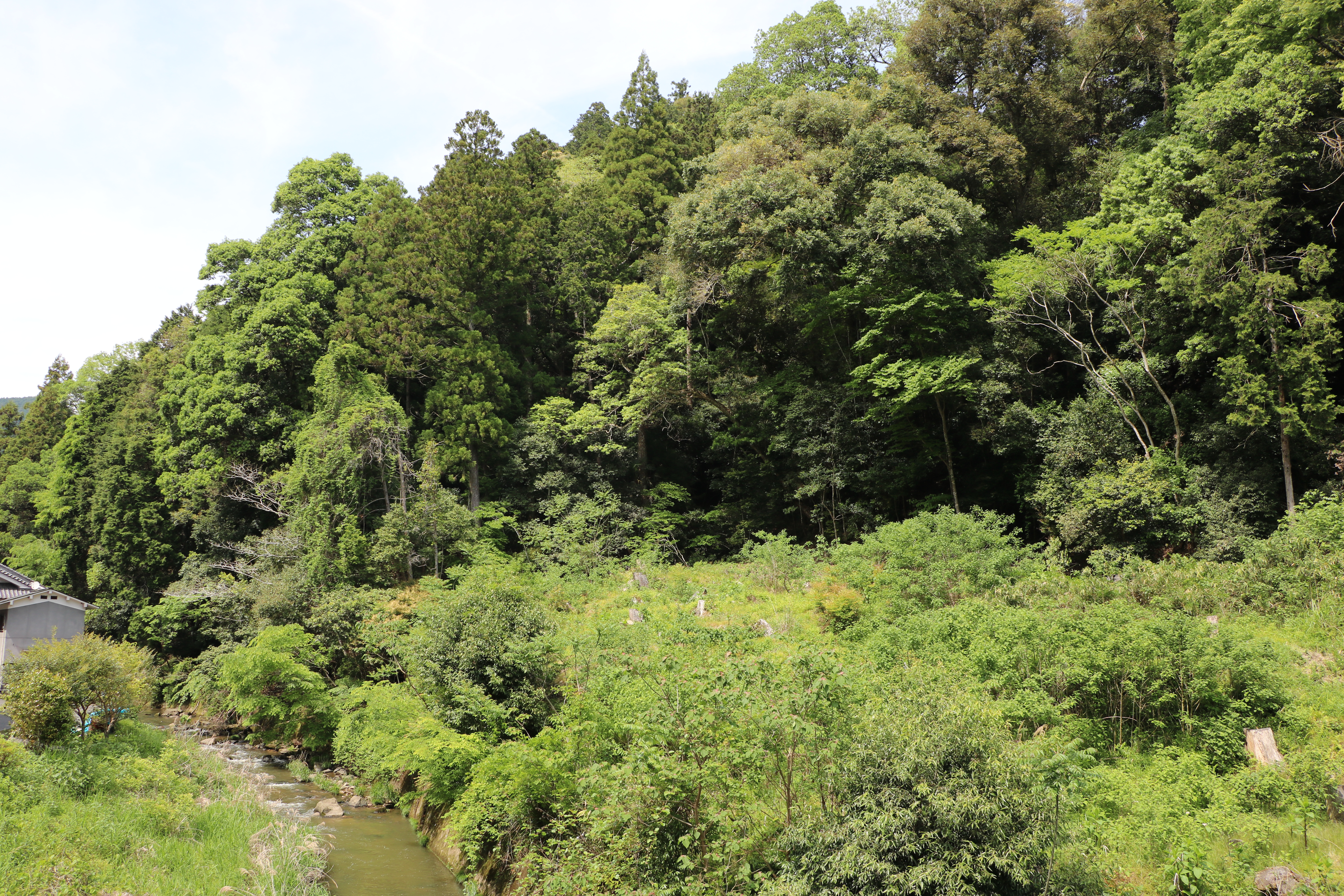
与喜山暖帯林。左に流れる川が大和川上流部の初瀬川。

## 交通アクセス
所在地
- 奈良県桜井市初瀬。

交通
- 近畿日本鉄道大阪線長谷寺駅下車、徒歩約25分で與喜天満神社。
- 最寄りの自動車専用道路出入口（ここでは與喜天満神社へのアクセスを示す）[18]
  - 名阪国道針インターチェンジ。
  - 西名阪自動車道郡山インターチェンジ。
  - 南阪奈道路葛城インターチェンジ。